# Бензойна кислота
Бензо́йна кислота́ — органічна сполука, найпростіша ароматична одноосновна карбонова кислота складу С6Н5СООН. За звичайних умов кислота є безбарвними кристалами, добре розчинними в етерах, спиртах, хлороформі, мало розчинними у воді. Кислота утворює ряд солей — бензоатів.
Термін бензойна кислота сполуки походить від назви бензойної смоли, яку виділяли з дерев стиракс у Південно-Східній Азії. Вперше кислота була виділена в чистому вигляді і описана французьким алхіміком Блезом де Віженером у 16 столітті — шляхом дистиляції бензоїну. У 1832 році Фрідріх Велер та Юстус фон Лібіх синтезували бензойну кислоту з бензальдегіду і встановили її формулу.
Бензойна кислота та її похідні широко розповсюджені у природі. Так, смола бензоїн містить 12—18% бензойної кислоти, а також значну кількість її естерів. Також ці сполуки містяться у корі, листях, плодах вишні і чорносливу.

## Фізичні властивості
Бензойна кислота є прозорими, голкоподібними кристалами. Має температуру кипіння 249,2 °C, але кристали можуть сублімуватися вже при 100 °C.
Кислота слабко розчиняється у воді, і добре — в органічних розчинниках.
| Ацетон          | 55,60             |
| Бензен          | 12,17             |
| Тетрахлорометан | 4,14              |
| Етанол          | 58,40             |
| Гексан          | 0,94 (при 17 °C)  |
| Метанол         | 71,50 (при 23 °C) |
| Толуен          | 10,60             |

## Отримання

### Промисловий метод
Майже вся отримувана у промислових масштабах бензойна кислота синтезується шляхом каталітичного окиснення толуену:
Її розробили на німецькому підприємстві IG Farbenindustrie у роки Другої світової війни. Реакцію проводять за таких умов:
- тиск у реакторі — 200—700 кПа (~2—7 атм)
- температура в реакторі — 136—160 °C
- концентрація каталізатору — 25—1000 мг/кг
- концентрація продукту — 10—60%

До вихідної сировини пред'являються вимоги високої чистоти — домішки сульфуру, нітрогену, фенолів та олефінів можуть сповільнювати хід окиснення. Каталізатором найчастіше є солі кобальту: нафтенат, ацетат, октоат. Як співкаталізатор також застосовуються добавки марганцю, однак в такому випадку рівновага реакції буде порушена і стане значним утворення побічного продукту — бензальдегіду. Використання бромідів (наприклад, броміду кобальту) дозволяє суттєво збільшити ефективність окисних процесів у системі, але такі добавки спричинюють високу корозійну дію і вимагають встановлення дорогого обладнання з титану.
Ступінь перетворення толуену складає 50%, з яких 80% є бензойною кислотою.
Щорічний обсяг виробництва бензойної кислоти складає 750 тис. тон.

### Лабораторні методи
При обробці бензальдегіду водно-спиртовим розчином лугу (наприклад, 50% KOH), він диспропорціонує із утворенням бензойної кислоти і бензилового спирту:
Бензойну кислоту можна отримати карбоксилюванням магній- або літійорганічних сполук, наприклад, фенілвмісного реактиву Гріньяра C6H5MgBr (в етері):
{\displaystyle \mathrm {C_{6}H_{5}MgBr+CO_{2}\longrightarrow C_{6}H_{2}COOMgBr} }
{\displaystyle \mathrm {C_{6}H_{2}COOMgBr+HCl\longrightarrow C_{6}H_{5}COOH+MgBrCl} }
Кислота утворюється при гідролізі бензоїлхлориду:
{\displaystyle \mathrm {C_{6}H_{5}COCl+H_{2}O\leftrightarrows C_{6}H_{5}COOH+HCl} }
Іншим методом є синтез кислоти із бензену — шляхом ацилювання його фосгеном у присутності хлориду алюмінію (реакція Фріделя — Крафтса):

## Хімічні властивості
Бензойна кислота проявляє усі властивості карбонових кислот: утворення естерів при взаємодії зі спиртами, утворення амідів тощо.
Бензойна кислота є стійкою до дії багатьох окисників: повітря, перманганатів, гіпохлоритів. Однак, при нагріванні понад 220 °C вона взаємодіє із солями міді(II), утворюючи фенол і його похідні. В результаті взаємодії кислоти з аміаком утворюється анілін.
При нагріванні бензойної кислоти до 370 °C у присутності каталізатора (мідний або кадмієвий порошки), відбувається декарбоксилювання, що веде до бензену на незначних кількостей фенолу.
За участі каталізатору оксиду цирконію бензойну кислота може гідруватися до бензальдегіду із кількісним виходом. А гідрування в присутності благородних металів веде до утворення циклогексанкарбонової кислоти (гексагідробензойної).
Хлорування сполуки дає продуктом переважно 3-хлоробензойну кислоту. Нітрування і сульфування відбувається аналогічно за третім положенням.

## Токсичність
Бензойна кислота є речовиною середньої токсичності. Щоденні дози кислоти до 5—10 мг/кг не мають впливу на здоров'я.
Речовина може подразнювати слизові оболонки людини, тому під час роботи із кислотою необхідно користуватися захистом органів дихання.

## Застосування
Основна частина отримуваної бензойної кислоти застосовується у виробництві капролактаму і віскози; деякі підприємства, що синтезують дані речовини мають власні потужності для отримання бензойної кислоти. Також значним є використання кислоти у виробництві її солей — бензоатів: бензоату калію, натрію, кальцію тощо. Ці сполуки знайшли широке застосування як харчові й косметичні консерванти, інгібітори корозії.
Із 1909 року бензойну кислоту дозволено використовувати у продуктах харчування, де вона виконує функції консерванту, у концентрації не більше 0,1%. В реєстрі харчових додатків Європейського Союзу бензойна кислота має код E210.
Бензойна кислота є сировиною для виробництва барвників, наприклад, анілінового синього та деяких антрахінонових барвників.
Також незначним є застосування бензойної кислоти у медицині: кислота використовується у виготовленні протимікробних і фунгіцидних препаратів.